# Hippotion melichari
Hippotion melichari là một loài bướm đêm thuộc họ Sphingidae. Nó được tìm thấy ở Madagascar.
Chiều dài cánh trước là 30 mm. Bề ngoài giống thân và kiểu phía trên cánh trước của Hippotion eson, nhưng nhỏ hơn.